# Нитроглицерин
Нитроглицери́н (1,2,3-тринитрооксипропан; также глицеринтринитрат, тринитроглицерин, тринитрин, НГЦ) — органическое соединение, сложный эфир глицерина и азотной кислоты.
В терминах номенклатуры IUPAC имеет наименование 1,2,3-тринитроксипропан. Химическая формула: O2NOCH2CH(ONO2)CH2ONO2.
Широко известен благодаря своим взрывчатым и лекарственным свойствам. Впервые синтезирован итальянским химиком Асканио Собреро в 1847 году, первоначально был назван «пироглицерин» (итал. pyroglycerina).

## Получение
В лаборатории получают этерификацию глицерина смесью концентрированной азотной и серной кислот. Кислоты и глицерин должны быть очищены от примесей. Для обеспечения безопасности процесса и хорошего выхода по глицерину кислотная смесь должна иметь малое содержание воды.
Процесс начинают со смешения олеума (или лабораторной 98%-й серной кислоты) и азотной кислоты. Смешение кислот производят при охлаждении для предотвращения термического разложения концентрированной азотной кислоты. Глицерин вносят из капельной воронки при интенсивном перемешивании и постоянном охлаждении колбы льдом (можно с добавлением пищевой соли). Контроль температуры осуществляют ртутным или электронным термометром. Процесс смешения кислот можно выразить в упрощенном виде следующей реакцией:
{\displaystyle {\mathsf {2H_{2}SO_{4}+HNO_{3}\rightarrow H_{2}SO_{4}\cdot H_{2}O+NO_{2}HSO_{4}}}}
Реакция равновесная с сильным смещением равновесия влево. Серная кислота необходима для связывания воды в прочные сольваты и для протонирования молекул азотной кислоты с целью образования катионов нитрозония NO2+. Положительный заряд делокализован по всем электронным орбиталям катиона, что обеспечивает его устойчивость.
Затем реакционную смесь кислот и глицерина выдерживают непродолжительное время при охлаждении льдом. Жидкость расслаивается на два слоя. Нитроглицерин легче нитрующей смеси и всплывает в виде мутного слоя. Процесс этерификации проводят при температурах в районе 0˚С. При более низких температурах скорость процесса мала, при более высоких температурах процесс становится опасным и резко уменьшается выход продукта. Превышение температуры выше 25 °С грозит взрывом, поэтому синтез должен проводиться при строжайшем температурном контроле. Уравнение этерификации глицерина азотной кислотой в присутствии серной кислоты можно упрощенно записать следующим образом:
{\displaystyle {\mathsf {CH_{2}OH{\text{-}}CH(OH){\text{-}}CH_{2}OH+3NO_{2}HSO_{4}\rightarrow CH_{2}ONO_{2}{\text{-}}CHONO_{2}{\text{-}}CH_{2}ONO_{2}}}}
Верхний слой из реакционного стакана (колбы) сразу сливают в большой объём холодной воды при перемешивании.
Температура воды должна быть 6—16 °C, объём — не менее, чем в 100—110 раз превосходить объём полученного НГЦ. Кислоты растворяются в воде, а нитроглицерин оседает на дно ёмкости в виде мутных капель бежевого цвета. Воду сливают и заменяют новой порцией холодной воды с добавлением небольшого количества соды (1—3 % по массе).
Окончательную промывку производят небольшим количеством содового раствора до нейтральной реакции водной фазы. Для получения максимально чистого нитроглицерина (например, для исследовательских целей) производят последнюю очистку промывкой водой, что позволяет отделить остатки соды и нитрата натрия. Недостатки лабораторного получения НГЦ во многом связаны с необходимостью использования большого объёма промывных вод, что резко снижает выход продукта из-за безвозвратных потерь НГЦ на растворимость в воде, на практике эти потери могут достигать 30—50 % от всего полученного продукта.
Большой объём промывных вод, напротив, позволяет максимально быстро и безопасно промыть НГЦ.
Недостаточная промывка НГЦ от кислотных примесей и продуктов неполной этерификации приводит к очень низкой устойчивости продукции (пороха, ТРТ, БВВ и пр.) и делает НГЦ крайне опасным.
В промышленности получают непрерывным нитрованием глицерина нитрующей смесью в специальных инжекторах. Полученную смесь сразу разделяют в сепараторах (преимущественно системы Биацци). После промывки нитроглицерин используют в виде водной эмульсии, что упрощает и делает более безопасным его транспортировку между цехами. В связи с возможной опасностью взрыва НГЦ не хранят, а сразу перерабатывают в бездымный порох или взрывчатые вещества.
Большую часть производственных помещений предприятия, производящего НГЦ, занимают цеха по очистке и переработке жидких стоков и других отходов производства. Наиболее перспективные технологии данного направления основаны на замкнутых циклах использования оборотных сред (промывная вода, отработанная кислотная смесь и др.).

## Физико-химические свойства
Прозрачная вязкая нелетучая жидкость (как масло), склонная к переохлаждению. Смешивается с органическими растворителями, почти нерастворим в воде (0,13 % при 20 °C, 0,2 % при 50 °C, 0,35 % при 80 °C). При нагревании с водой до 80 °C гидролизуется. Быстро разлагается щёлочами.
Очень чувствителен к удару, трению, высоким температурам, резкому нагреву и т. п. Чувствительность к удару для груза 2 кг — 4 см (гремучая ртуть — 2 см, тротил — 100 см). Весьма опасен в обращении. При осторожном поджигании в малых количествах неустойчиво горит синим пламенем. Температура кристаллизации — 13,5 °C (стабильная модификация, лабильная кристаллизуется при 2,8 °C). Кристаллизуется со значительным увеличением чувствительности к трению. При нагревании до 50 °C начинает медленно разлагаться и становится ещё более взрывоопасным. Температура вспышки — около 200 °C. 

### Взрывчатые характеристики
Теплота взрыва — 6,535 МДж/кг. Температура взрыва — 4110 °C. Несмотря на высокую чувствительность, восприимчивость к детонации довольно низка — для полного взрыва необходим капсюль-детонатор № 8. Скорость детонации — 7650 м/с. 8000—8200 м/c — в стальной трубе диаметром 35 мм, инициирован с помощью детонатора № 8. В обычных условиях жидкий НГЦ часто детонирует в низкоскоростном режиме 1100—2000 м/с. Плотность — 1,595 г/см³, в твёрдом виде — 1,735 г/см³. Твёрдый нитроглицерин менее чувствителен к удару, но более — к трению, поэтому очень опасен. Объём продуктов взрыва — 715 л/кг. Фугасность и бризантность сильно зависят от способа инициирования, при использовании слабого детонатора мощность сравнительно невелика. Фугасность в песке — 390 мл, в воде — 590 мл (кристаллического несколько выше), работоспособность (фугасность) в свинцовой бомбе — 550 см³. 

Применяется как компонент некоторых жидких ВВ, динамитов и главным образом бездымных порохов (для пластификации нитратов целлюлозы). Кроме того, в малых концентрациях применяется в медицине.

## Применение
Я пью его в мельчайших дозах,

На сахар капаю раствор,

А он способен бросить в воздух

Любую из ближайших гор.

Он, растворенный в желатине

И превращенный в динамит,

В далекой золотой долине,

Взрывая скалы, загремит.

И содрогнулся шнур бикфордов,

Сработал капсюля запал,

И он разламывает твердый,

Несокрушимый минерал.

Сердечной боли он – причина,

И он один лекарство мне –

Так разъяснила медицина

В холодной горной стороне.

### В фармакологии
Нитроглицерин относится к категории веществ, называемых вазодилататорами — средствам, понижающим кровяное давление, расслабляет гладкую мускулатуру кровеносных сосудов, бронхов, желчных и мочевых путей, желудочно-кишечного тракта. Основное применение имеет при стенокардии, главным образом для купирования острых приступов спазмов коронарных сосудов. Для предупреждения приступов он мало пригоден из-за кратковременности действия. Иногда применяется при эмболии центральной артерии сетчатки, а также функциональных холецистопатиях.
Применяется в виде таблеток по 0,5 мг для помещения под язык; а также в 1%-м спиртовом растворе.
Нитроглицерин в небольших дозах входит в состав геля Zanifil, используемого в презервативах Durex CSD500 для стимуляции эрекции во время полового акта.

### Во взрывотехнике
Нитроглицерин широко применялся во взрывотехнике. В чистом виде он очень неустойчив и опасен. После открытия Асканио Собреро нитроглицерина, в 1853 году русский химик Николай Зинин предложил использовать его в технических целях. Спустя 10 лет помощник Зинина военный инженер Василий Петрушевский первым начал производить его в больших количествах, под его руководством нитроглицерин был применён в горном деле в 1867 году. Альфред Нобель в 1863 году изобрёл инжектор-смеситель для производства нитроглицерина и капсюль-детонатор, а в 1867 году — динамит, получаемый смешением нитроглицерина с кизельгуром (диатомитом, инфузорной землёй).

## Токсичность нитроглицерина

### Физиологическое воздействие
Нитроглицерин высокотоксичен. Токсичность нитроглицерина объясняется тем, что он легко и быстро всасывается через кожу и слизистые оболочки (в особенности этому способствует слизистая ротовой полости, дыхательных путей и лёгких) в кровь.
Токсичной дозой для человека считается 25—50 мг.
Доза в 50—75 мг вызывает сильное отравление: происходит понижение АД, появляется сильная головная боль, головокружение, покраснение лица, сильное жжение в горле и под «ложечкой», возможна одышка, обморок, нередко наблюдается тошнота, рвота, колики, светобоязнь, недолговременные и проходящие расстройства зрения, параличи (особенно глазных мышц), шум в ушах, биение артерий, замедление пульса, синюшность, похолодание конечностей. Хроническое действие нитроглицерина (хроническое отравление организма нитроглицерином наблюдалось у работников, производящих динамит), вдыхание, а также приём внутрь больших доз (100—150 мг/кг) может привести к летальному исходу. LD100 для человека составляет около 112—210 мг/кг, смерть наступает в течение 2 минут.
Нитроглицерин также может вызывать сильное раздражение кожи. У работающих с динамитом развиваются упорные язвы под ногтями и на концах пальцев, высыпания на подошвах и между пальцами рук, сухость кожи и трещины. Втирание в кожу 1 капли нитроглицерина вызвало общее отравление, длившееся 10 часов.
ПДК нитроглицерина для рабочей зоны составляет 0,02 мг/дм³. Класс опасности — 2.